# 格雷厄姆 (佛羅里達州)
格雷厄姆（英語：Graham）是位於美國佛羅里達州布拉福縣的一個非建制地區。該地的面積和人口皆未知。

## 地理
格雷厄姆的座標為29°51′37″N 82°13′06″W / 29.86028°N 82.21833°W，而該地的平均海拔高度為43米（即141英尺）。